# Lý Chí Thỏa
Lý Chí Thoả (李志绥; 1919-1995) là bác sĩ người Trung Quốc, ông tuyên bố mình từng giữ nhiệm vụ chăm sóc sức khoẻ cho chủ tịch Trung Quốc Mao Trạch Đông từ năm 1954 đến 1976.
Năm 1988, ông di cư sang Hoa Kỳ và xuất bản cuốn hồi ký Bác sĩ riêng của chủ tịch Mao Trạch Đông (毛泽东私人医生回忆录) năm 1994 gây nhiều tranh cãi tại quê nhà.

## Tiểu sử
Lý Chí Thoả sinh ra tại Bắc Kinh vào ngày 30 tháng 12 năm 1919, gia đình truyền thống nghề y (y sinh thế gia), cụ cố bên bác là Lý Đức Lập, ngự y trong Thái Y Viện tả phán đời vua Đồng Trị nhà Thanh, cha làm quan chức cấp cao trong chính quyền Quốc dân đảng.
Ông tốt nghiệp trường Y thuộc Đại học Liên minh Tây Trung Quốc (nay là trường Y thuộc Đại học Tứ Xuyên) tại Thành Đô, tỉnh Tứ Xuyên, Trung Quốc.
Năm 1945, đạt học vị tiến sĩ y khoa. Năm 1950, trở thành người chủ trì của các tổ chức y tế nòng cốt trong nhiều năm.

## Sự nghiệp
Lý Chí Thoả cho biết, từ năm 1954, ông được bổ nhiệm làm bác sĩ riêng chăm sóc sức khoẻ cho Chủ tịch Ủy ban Trung ương Đảng Cộng sản Trung Quốc là Mao Trạch Đông cho đến năm 1976 khi chủ tịch Mao qua đời. Lý Chí Thoả cũng từng là trưởng khoa của Bệnh viện Quân đội Giải phóng Nhân dân Trung Quốc số 304
Năm 1980, ông được bổ nhiệm làm phó chủ tịch Hiệp hội y học Trung Quốc, Hiệp hội Lão khoa Trung Quốc và là chủ biên của "Tạp chí y học Trung Quốc", phiên bản tiếng Trung của Tạp chí y khoa Mỹ cho đến năm 1988.
Sau khi được bổ nhiệm làm bác sĩ riêng của Mao Trạch Đông vào năm 1954, Kim Xung Cập (金冲及) kể lại và đã xác minh, trên thực tế là năm 1957) Lý Chí Thoả đã ghi lại những gì ông thấy và nghe vào các ngày trong tuần, bao gồm một loạt các nhật ký.
Năm 1966, Hồng vệ binh trong Cách mạng Văn hóa đã nhòm ngó việc cướp bóc gia phong, sợ bị liên lụy nên ông Lý đã đốt hết nhật ký. Sau khi Cách mạng Văn hóa kết thúc năm 1976, vợ ông đã thúc giục ông viết về trải nghiệm trước đây của mình.
Ngày 11 tháng 10 năm 1994, ông đã xuất bản cuối "Hồi ký bác sĩ riêng của Mao Trạch Đông" thông qua nhà xuất bản Random House tại Mỹ. Trong cuốn sách có nêu chi tiết các khía cạnh đen tối của Mao Trạch Đông, bao gồm các thói quen vệ sinh vô lý, các biện pháp chính trị tàn bạo và đời sống riêng tư tham nhũng và ngoại tình, cuốn sách này là lần đầu tiên một người làm việc với Mao Trạch Đông xuất bản sách ở nước ngoài, kể lại những gì đã chứng kiến về con người của Mao Trạch Đông.
Cuốn sách này đã gây ra sự tức giận trong ban lãnh đạo của Đảng Cộng sản Trung Quốc. Đồng thời Uông Đông Hưng và các nhân viên khác xung quanh Mao Trạch Đông lên tiếng bác bỏ các bài viết..
Một nhóm nghiên cứu gồm ba tác giả đã dẫn những hồ sơ y tế cũ của Mao cho thấy Lý Chí Thỏa chỉ chăm sóc Mao có 1 ngày duy nhất (ngày 3 tháng 6 năm 1957). Như vậy, Lý Chí Thỏa không phải là bác sĩ thường trực của Mao Trạch Đông như ông ta tự tuyên bố, và vì thế không có khả năng có được những thông tin "riêng tư, bí mật" mà ông ta viết ra trên sách.

## Qua đời
Vào ngày 13 tháng 2 năm 1995, ông qua đời tại nhà riêng ở Illinois. Jason Epstein, biên tập viên của nhà xuất bản Random House cho biết nguyên nhân cái chết do một cơn đau tim. Cuốn hồi ký thứ hai của ông là "Hồi ức Trung Nam Hải" (中南海回想录) chưa thể hoàn thành.

## Gia đình
Lý Chí Thoả và vợ có hai con trai. Con trưởng là Lý Trọng, con dâu là Dương Bát Lâm. Con thứ là Lý Nhị Trọng, vợ là Lý Mai.

## Tác phẩm
- Zhi-Sui Li (ngày 11 tháng 10 năm 1994). The Private Life of Chairman Mao: The Memoirs of Mao's Personal Physician Dr. Li Zhisui. Random House Incorporated. ISBN 978-0-679-40035-6.(tiếng Anh)
- Lý Chí Thoả; Anne F. Thurston; Đới Hồng Siêu (戴鴻超) (ngày 17 tháng 10 năm 1994). 毛澤東私人醫生回憶錄. Đài Loan: China Times Co. ISBN 978-957-13-1434-1.
- Lý Chí Thoả; Tạp chí Khai Phóng (1997). 反叛的御醫: 毛澤東私人醫生李志綏和他未完成的回憶錄. Hãng tin Tạp chí Khai Phóng (開放雜誌社). ISBN 978-962-7934-04-2.